# Merodon chalybeatus
Merodon chalybeatus är en tvåvingeart som beskrevs av Sack 1913. Merodon chalybeatus ingår i släktet narcissblomflugor, och familjen blomflugor.
Artens utbredningsområde är Grekland. Inga underarter finns listade i Catalogue of Life.